# 大阪市立南港南中学校
大阪市立南港南中学校（おおさかしりつ なんこうみなみ ちゅうがっこう）は、大阪府大阪市住之江区にある公立中学校。敷地内に大阪市立南港みなみ小学校を併設する小中一貫校で、通称・愛称は咲洲みなみ小中一貫校。

## 概要
南港ポートタウンの中学校として、1983年に創立した。
2018年に校区内の2小学校を統合した大阪市立南港みなみ小学校が併設され、施設一体型小中一貫校へと改編された。

## 沿革
1977年に開校した大阪市立南港北中学校の校区の一部を分離する形で、1983年に大阪市立南港南中学校が開校した。以来、南港ポートタウン地区の南半分を校区としている。
校下には大阪市立南港緑小学校、大阪市立南港渚小学校が存在したが、両小学校において児童数が減少し、今後も増加が見込めないことから統廃合が検討された。周辺の学校事情を考慮した結果、南港南中学校敷地にて施設一体型の小中一貫校を整備する運びとなった。2018年には大阪市立南港みなみ小学校が開校し、大阪市で5つ目となる施設一体型小中一貫校「咲洲みなみ小中一貫校」として再出発を果たしている。

### 年表
- 1983年
  - 4月1日 - 大阪市立南港南中学校が大阪市立南港北中学校より分離開校。
  - 4月30日 - 創立記念日を5月7日に申請。
  - 5月7日 - 創立記念式を実施。
- 2018年4月1日 - 中学校敷地内に大阪市立南港みなみ小学校を新設。「咲洲みなみ小中一貫校」[3]として小中一貫教育を開始。

## 通学区域
- 大阪市住之江区 南港中1・2・3・7丁目、南港東5丁目。

このほか、全市募集により、大阪市内全域からも入学が可能となっている。

## 交通
- ニュートラム ポートタウン西駅 北西へ約500m。
- ニュートラム ポートタウン東駅 北東へ約600m。

## 出身者
- 大塚愛 - シンガーソングライター：1998年卒業
- 野々口航太 - プロバスケットボール選手（bjリーグ・高松ファイブアローズ所属）：2000年卒業
- 丸橋祐介 - プロサッカー選手(Jリーグ・セレッソ大阪所属)：2006年卒業